# Фройденбергер, Герберт
Герберт Фройденбергер (26 ноября 1926, Франкфурт, Германия — 29 ноября 1999, Нью-Йорк, США) — американский психолог немецкого происхождения. В 1974 году ввёл понятие «Синдром эмоционального выгорания» и описал симптомы выгорания. В 1981 году опубликовал книгу «Выгорание: высокая цена высоких достижений», посвященную хронической усталости, которая впоследствии стала справочником для специалистов по работе с выгоранием.
В 1999 году Фройденбергер был награждён Золотой медалью Американского психологического фонда за достижения в области психологии.

## Биография
Герберт Фройденбергер родился 26 ноября 1926 года во Франкфурте (Германия), в еврейско-немецкой семье среднего класса. Его отец был торговцем скотом, а мать работала на двух работах: бухгалтером, экономкой, а также была деловым партнером супруга.
Когда в 1933 году Гитлер пришел к власти в Германии, семья Фройденбергера оказалась под угрозой преследований со стороны нацистов. После избиения бабушки Фройденбергера и смерти деда он бежал в США с одобрения родителей и по фальшивому паспорту. Обосновался в Нью-Йорке, где позднее с отличием окончил среднюю школу.
Ещё не имея диплома средней школы и работая на производственном предприятии, начал посещать вечерние занятия в Бруклинском колледже. Там он познакомился с Абрахамом Маслоу, который преподавал в колледже и стал для него наставником. Под его влиянием Фройденбергер получил в Бруклинском колледже степень бакалавра по психологии (1951 г.). После получения степени магистра по психологии в Нью-Йоркском университете (NYU), в 1956 году получил докторскую степень по психологии. Параллельно этому он также был студентом Национальной психологической ассоциации по психоанализу (NPAP), где закончил свое обучение аналитика в 1962 году.

## Карьера
В 1958 году Фройденбергер начал свою собственную психоаналитическую практику.
Параллельно с практикой на протяжении 30 лет он являлся приглашенным профессором в различных образовательных учреждениях: в Центре образования взрослых Грейт-Нек (1958—1960), Куинс-колледже, Городском университете Нью-Йорка (1962—1965), Бруклинском колледже (1955—1958), Университете штата Луизиана (1956), Нью-Йоркском университете (1963—1973) и Новой школе социальных исследований (1974—1988). 
С 1970 года и вплоть до своей смерти в 1999 году Фройденбергер был старшим преподавателем и обучающим аналитиком NPAP. 

## Общественная деятельность
С начала 1970-х годов Фройденбергер на общественных началах занимался развитием движения бесплатных клиник, которое, что необычно для того времени, лечило наркоманов. Поработав в одной из такой клиник, он в 1970 году открыл собственную в одном из неблагополучных районов Нью-Йорка — Восточном Гарлеме, принимая бесплатно всех нуждающихся. Со слов современников Фройденбергера, именно у хиппи он впервые услышал в качестве метафоры усталости слово «выгорание» и применил его, в том числе, к себе, когда уставал после таких приёмов — сначала основная практика днем по 12-15 часов, затем вечером в бесплатной клинике.
В качестве консультанта он создал и контролировал учебные программы по лечению наркомании в архиепархии Нью-Йорка с 1974 по 1984 год.
Фройденбергер работал в Совете по профессиональным вопросам (1975—1978) и в целевой группе Американской психиатрической ассоциации по борьбе со злоупотреблением психоактивными веществами (1991). Он также работал в Совете представителей Американской психиатрической ассоциации, представляя Отделение независимой практики (1986—1989) и Отделение психотерапии (1974—1975, 1982—1984). Три года (с 1965 по 1967 и с 1978 по 1979) являлся президентом Нью-йоркского общества клинических психологов. С 1968 по 1974 год был сопредседателем Национального совета послевузовского образования в области психологии. В 1981 году Фройденбергер был одним из основателей совета Национальной академии практики.

## Вклад в науку
В течение всей своей научной карьеры Фройденбергер занимался лечением стресса, хронической усталости и злоупотребления психоактивными веществами. Он был одним из первых, кто описал симптомы истощения и провел всестороннее исследование выгорания, а также предложил способы борьбы с выгоранием.
Первая статья на эту тему была им опубликована в 1974 году под названием «Выгорание персонала», в которой он вместе с коллегой Джеральдин Ришельсон исследовал психологические признаки эмоционального выгорания медицинских работников. В последующих публикациях он исследовал выгорание у полицейских и адвокатов, военных и ветеранов войн, социальных работников и учителей. В любой профессиональной области, где человек контактирует плотно с другими людьми он находил «выгоревших».
Клиническая концепция, которую Фрейденбергер назвал «выгоранием», изначально была разработана в ходе его работы в бесплатных клиниках и терапевтических сообществах. Фрейденбергер определил выгорание как «состояние умственного и физического истощения, вызванного профессиональной жизнью».
В 1982 году вышла его книга «Ситуативная тревожность», а в 1985 году вместе с коллегой Гейл Норт Фройденбергер выпустил книгу «Женское выгорание: как его распознать, как обратить вспять и как предотвратить». Их совместная работа привела к созданию списка фаз выгорания.
Всего им было опубликовано более 100 научных статей, книг и монографий.

## Награды
- Золотая медаль Американского психологического фонда за достижения в области психологии (1999 г.)[1]
- Специальная президентская премия имени Карла Ф. Хайзера от Американской психологической ассоциации (APA, 1992 г.)[1]
- Благодарность Президента APA (1990 г.)[1]
- Премия «Выдающийся психолог» от APA и её Отделения психотерапии (1983 г.)[1]
- Премия «Психолог года» от Американской психологической ассоциации и Американского общества психологов частной практики за разработку системы индивидуальной и групповой терапии для людей с синдромом эмоционального выгорания (1981 г.)[1].

В знак признания за заслуги в психологии был избран членом Американской психологической ассоциации в 1972 году.

## Личная жизнь
Фройденбергер встретил Арлин Фрэнсис Сомер в 1961 году, и вскоре они поженились. У них было трое детей: Лиза, Марк и Лори. Лиза получила докторскую степень по клинической психологии. Марк стал владельцем трущоб в Нью-Йорке. Лори стала помощником окружного прокурора.
Фройденбергер много путешествовал со своей семьей по Соединённым Штатам, а также посетил Канаду, Европу и Израиль. Хотя он вырос в Германии, он никогда туда не возвращался.
В конце жизни он дал видеоинтервью Фонду Шоа (Shoah Foundation) для его коллекции воспоминаний евреев, переживших Холокост.
С 1994 по 1999 год Фройденбергер его здоровье стало ухудшаться из-за болезни почек. 29 ноября 1999 года, на 3-й день после празднования своего 73-летия, он скончался из-за болезни сердца в Нью-Йоркской городской больнице.